# Barbara Eligmann
Barbara Eligmann (Ludwigshafen am Rhein, 6 november 1963) is een Duitse tv-presentatrice.

## Carrière
Barbara Eligmann beëindigde na drie weken een studie economie. Ze voltooide een vrijwillige activiteit bij het Bielefelds Westfalen-Blatt en wisselde aansluitend naar de tv-zender Sat.1, waar ze vervolgens als regionale reporter werkzaam was. Vanaf 1988 presenteerde ze bij de particuliere zender RTL plus het regionale programma Hamburg Schlag 6. Bekendheid kreeg ze pas door het boulevard-magazine Explosiv-Das Magazin (en diens uitlopers Explosiv-Weekend en Explosiv-Das heiße Eisen), dat ze presenteerde van mei 1992 tot december 2000. Van 2004 tot 2009 presenteerde ze op Sat.1, samen met Wigald Boning, de show Clever! – Die Show, die Wissen schafft. Eveneens bij Sat.1 presenteerde ze de amusementsshow Mega Clever. Sinds 2012 is ze te zien in de nieuwe docusoap Mieter in Not. Voor de Initiative Neue Soziale Marktwirtschafft presenteert ze het INSM-Lexikon.

## Privéleven
Sinds 1996 is Eligmann getrouwd met de RTL-redacteur Thomas Justus, waarmee ze twee zonen en een dochter heeft. De familie woont in Keulen-Junkersdorf.